# Broye (rivière)
 (août 2025).
Si vous disposez d'ouvrages ou d'articles de référence ou si vous connaissez des sites web de qualité traitant du thème abordé ici, merci de compléter l'article en donnant les références utiles à sa vérifiabilité et en les liant à la section « Notes et références ».
Pour les articles homonymes, voir Broye.
La Broye (Brouye  en patois fribourgeois) est une rivière coulant en Suisse. Mesurant 79 km de long, elle prend sa source dans les Préalpes fribourgeoises avant de rejoindre la Thielle dans le lac de Neuchâtel (bassin du Rhin). Elle traverse les cantons de Fribourg et Vaud. La surface de son bassin hydrographique est de 850 km2.

## Géographie
Plusieurs petits torrents du versant nord-ouest des Alpettes dans les Préalpes fribourgeoises s'unissent au nord de Semsales pour former la Broye. Celle-ci s'écoule d'abord en direction du sud-ouest, parallèlement aux Préalpes, puis après 10 km (à Tatroz) change brusquement de direction vers le nord-ouest. Après Palézieux elle bifurque vers le nord en direction de Moudon. À Moudon elle oblique vers le nord-est.

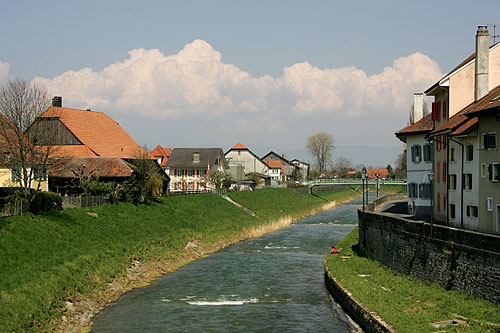
Le cours de la Broye - ici à Payerne - a été remanié par l'homme.

La vallée de la Broye s'ouvre, aux alentours de Payerne, en une large plaine intensément cultivée, la culture du tabac y est fortement implantée. Peu avant son embouchure dans le lac de Morat, la Broye reçoit son dernier et plus long affluent, la Petite Glâne. La Broye quitte le lac de Morat au nord-est, passe autour du mont Vully et se jette dans le lac de Neuchâtel. Cette dernière partie entre les lacs de Morat et Neuchâtel est aussi connue sous le nom de « canal de la Broye ». En effet, le cours de la Broye y a été totalement aménagé lors des travaux de correction des eaux du Jura.
La Broye n'emprunte son lit naturel que sur quelques kilomètres ; en dessous de Moudon, elle a été canalisée et redressée, dans le cadre des corrections des eaux du Jura (XIXe et début du XXe siècle), à la suite de nombreuses inondations.
De 2017 à 2018, des travaux de revitalisation du delta de la Broye à Salavaux ont lieu pour rendre à la rivière son tracé originel et maintenir la biodiversité dans ce secteur inscrit à l’inventaire fédéral des zones alluviales d'importance nationale, qui abrite également une réserve d’oiseaux migrateurs d’importance internationale. Sur une surface de 11 hectares, qui inclut le cours d’eau sur 350 mètres et les rives du lac de Morat sur 450 mètres, le secteur du réaménagement permet de créer une vaste zone alluviale, des bras morts, une lagune, ainsi qu'un sentier didactique. Les coûts des travaux de 4,3 millions de francs, sont pris en charge à 80 % pour la Confédération, 15 % pour le canton de Vaud et 5 % pour la commune de Vully-les-Lacs.

### Affluents

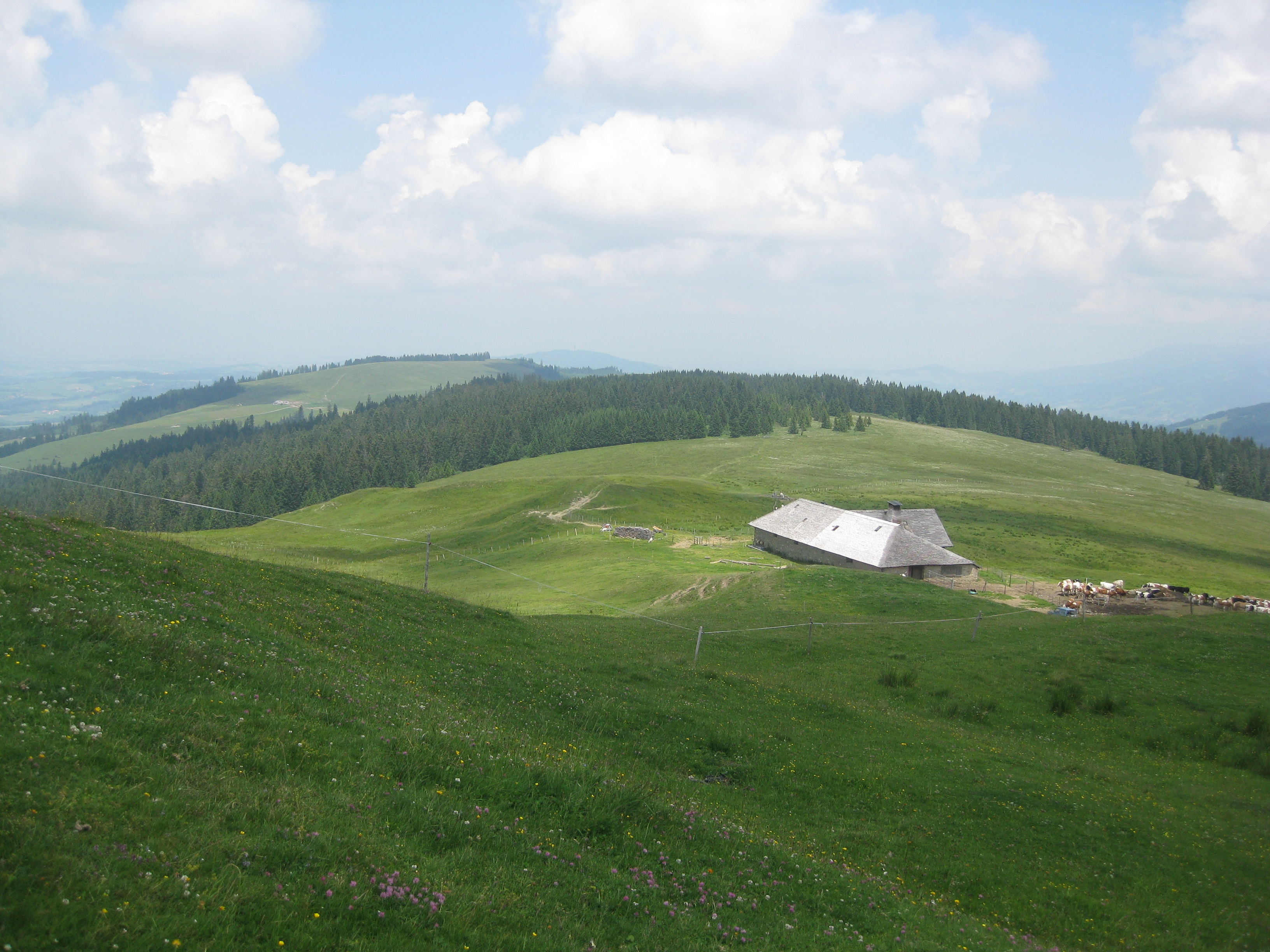
La Broye prend sa source sur le versant nord-ouest des Alpettes et du Niremont.

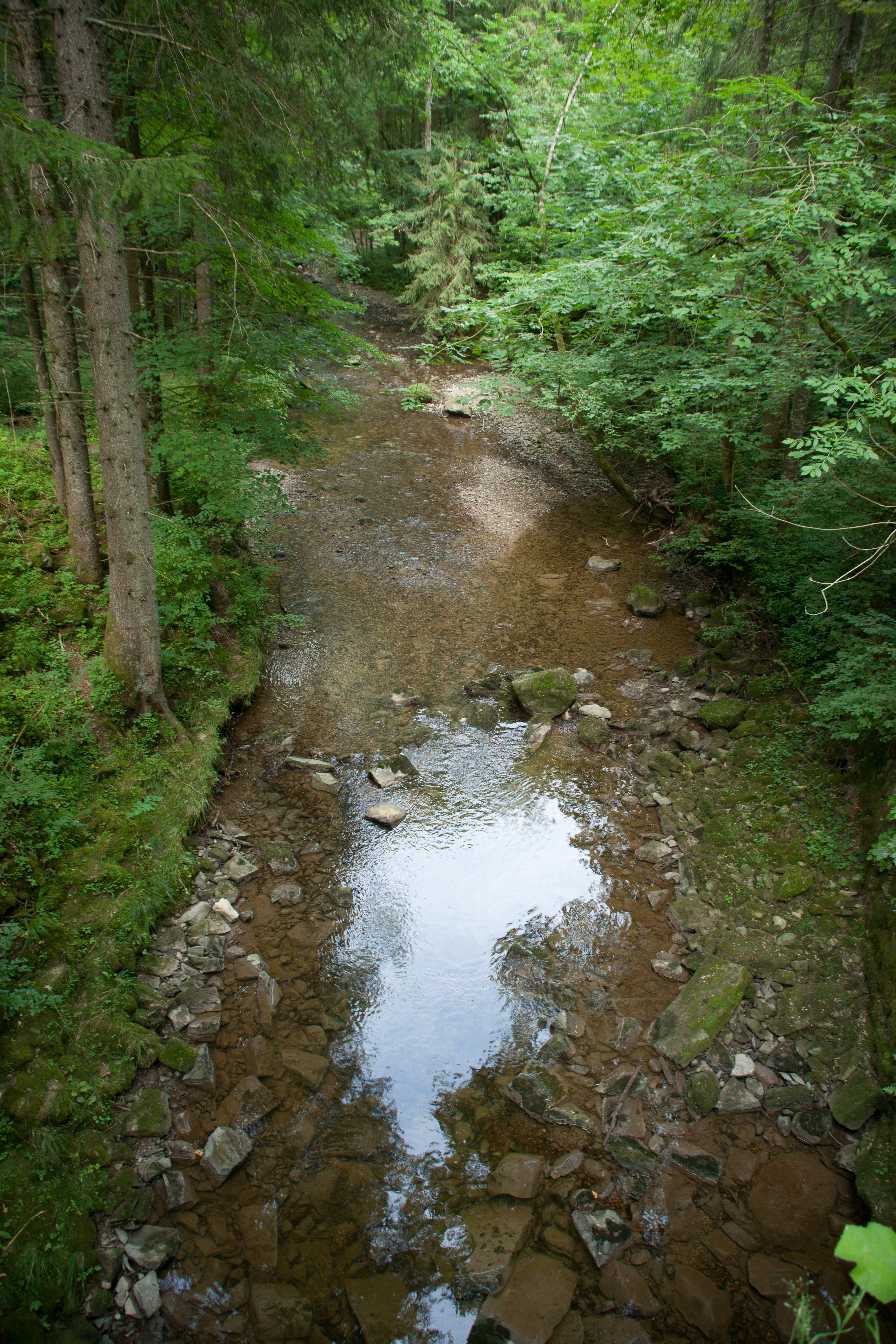
La Broye à Maracon.

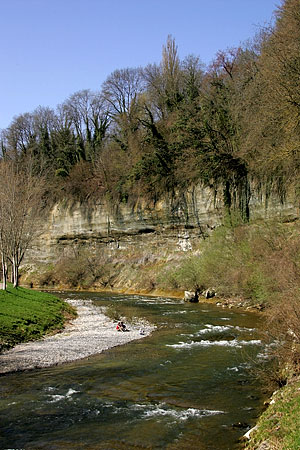
La Broye à Moudon.

- La Broye
  - La Mortive
  - Le ruisseau Vésenand
  - Le Dâ
    - Le Corjon

  - Le Tatrel
  - La Biorde
    - Le Corbéron

  - La Mionna ou Mionne
  - Le Flon
    - Le Maflon

  - Le ruisseau du Pass Tau
  - Le ruisseau du Charotton
  - Le ruisseau de Vuaz
  - Le Grenet
    - Le ruisseau des Moillettes
    - Le Corbéron

  - Le Parimbot
  - Le Carrouge
    - La Bressonne
      - Le Craivavers
      - Le ruisseau de Corcelles

  - La Mérine
  - La Cerjaule
  - Le ruisseau des Vaux
  - Le ruisseau de Seigneux
  - La Trémeule
  - Le ruisseau de Marnand
    - Le ruisseau des Rochers

  - La Lembe
  - Le ruisseau du Moulin
  - La Bioleyre
  - L'Arbogne D
    - Le ruisseau des Chaudeires D
    - Le Motélon G
    - Le ruisseau de Coppet D

  - La Petite Glâne
    - Le Bainoz
    - L'Arignon
    - Le ruisseau des Vaux

- Lac de Morat
  - Le Chandon
  - Dybach
  - Löwenbergbach

- Canal de la Broye
  - Le Grand Canal
    - Biberen
      - Chappelimattbächli

    - Galmizkanal

  - Hauptkanal
    - Münzgraben

  - Schwarzgraben

### Parcours
- Semsales - Tatroz -Maracon - Oron - Montet (Glâne) - Moudon - Lucens - Payerne - Domdidier - Salavaux - Lac de Morat - Sugiez - La Sauge - Lac de Neuchâtel